# A Sinless Sinner
A Sinless Sinner er en britisk stumfilm fra 1919 af James C. McKay.

## Medvirkende
- Marie Doro som Irene Hendon
- Godfrey Tearle som Tom Harvey
- Sam Livesey som Sam Stevens
- Mary Jerrold som Mary Hendon
- Christine Maitland som Helen Legrande